# Dufouria grata
Dufouria grata là một loài ruồi trong họ Tachinidae.